# Propata

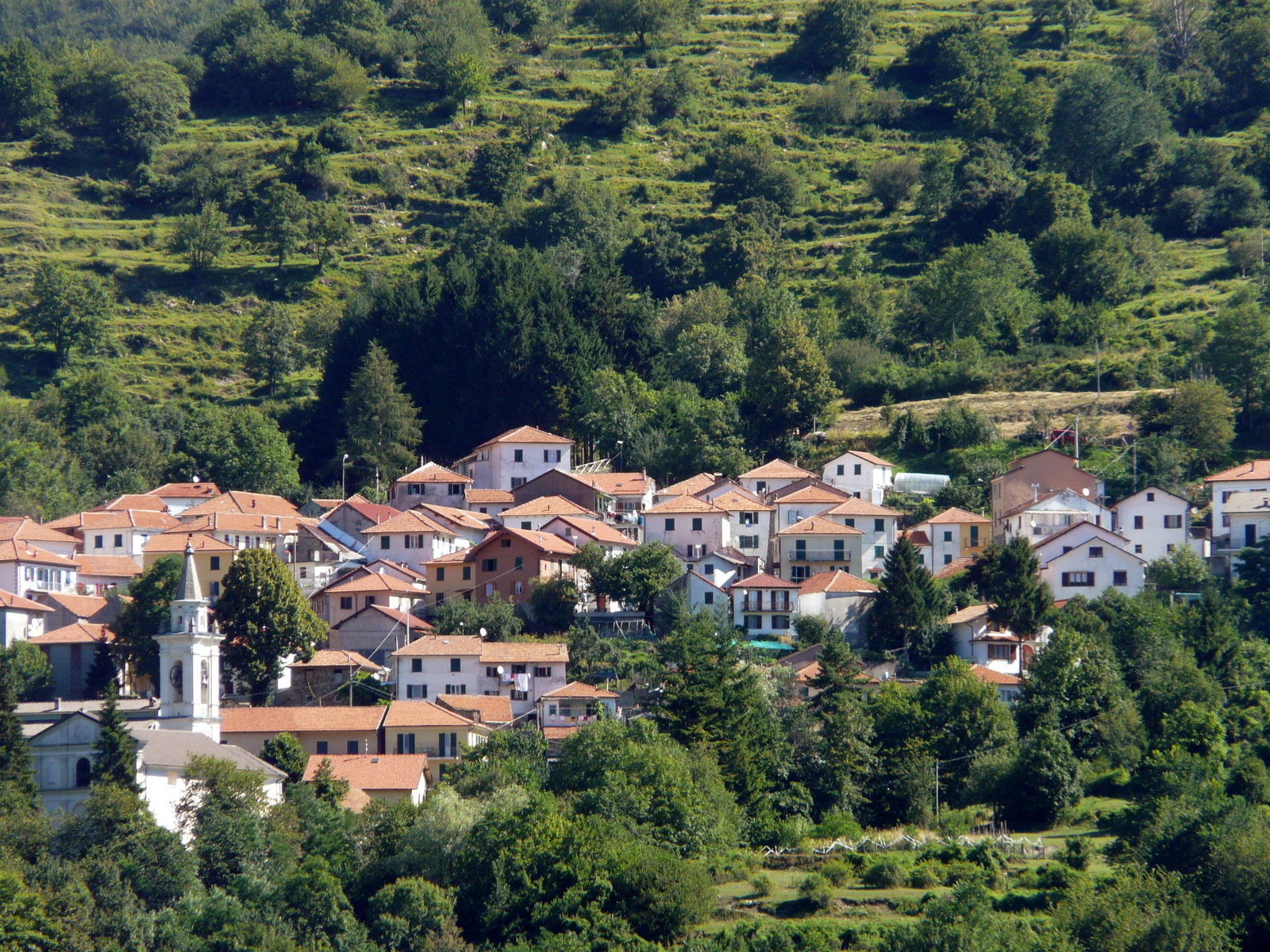
Vista de Propata

Propata es una localidad y comune italiana de la provincia de Génova, región de Liguria, con 164 habitantes.

## Evolución demográfica
| Gráfica de evolución demográfica de Propata entre 1861 y 2001 |
|                                                               |
| Fuente ISTAT - elaboración gráfica de Wikipedia               |